# Selkäsaari (ö i Södra Savolax, Nyslott, lat 61,91, long 28,81)
Selkäsaari är en ö i Finland. Den ligger i sjön Haukivesi och i kommunen Nyslott i  landskapet Södra Savolax, i den sydöstra delen av landet, 280 km nordost om huvudstaden Helsingfors. Öns area är 2,6 hektar och dess största längd är 330 meter i öst-västlig riktning.